# Heubützlipass
Der Heubützlipass ist ein Saumpfad auf 2467 m ü. M. in den Schweizer Alpen am Grat zwischen Fahnenstock (2611 m) im Westen und Heubützler (2612 m) im Osten. Er verbindet die Gemeinde Weisstannen im Weisstannental im Norden mit dem Calfeisental im Süden und weiter nach Vättis im Taminatal, beide im Kanton St. Gallen. Der Pass dient als Übergang von der Sardonaalp ins Gebiet Foo im hinteren Weisstannental und ist weiss-rot-weiss markiert. Beim Abstieg ins Weisstannental muss nach rund 750 Metern am Nordgrat des Fahnenstocks der 2407 m hohe Muotatalsattel passiert werden, von wo aus der Weg nach Westen steil durchs Muotatal nach Foo absteigt. Vom Heubützlipass führt ein Wanderweg am Plattenseeli vorbei zum östlich gelegenen Heidelpass.
Der Pass liegt an der vierten Etappe des Sardona Welterbe-Wanderwegs.
Eine alpine Zweitagestour führt von Flims über die Trinserfurgga (weiss-blau-weiss markiert, 2492 m) zur Sardonahütte (2158 m) und von dort über den Heubützli- und Foopass (2223 m) nach Elm ins Glarnerland.